# Уэбстер, Чарли
Чарли Уэбстер (англ. Charles Clive Webster; родился 31 января 2004, Кингстон-апон-Темс) — английский футболист, полузащитник клуба «Бертон Альбион».

## Клубная карьера
Воспитанник футбольной академии «Челси», за которую выступал с 2013 года. В октябре 2020 года был включён в список 20 лучших молодых талантов в Премьер-лиге по версии газеты «Гардиан».
В январе 2023 года Уэбстер подписал с «Челси» контракт до 2024 года. 30 июня 2023 года отправился в сезонную аренду в нидерландский клуб «Херенвен». 20 августа 2023 года дебютировал за «Херенвен», выйдя на замену в матче Эредивизи против «Утрехта». 2 сентября забил дебютный гол в чемпионате в матче против «Гоу Эхед Иглз».
21 июня 2024 года перешёл в «Бертон Альбион», подписав трёхлетний контракт до середины 2027 года.

## Карьера в сборной
Выступал за сборные Англии до 16, до 18 и до 19 лет.